# Océanic de Rimouski
Der Océanic de Rimouski (englisch Rimouski Océanic) ist eine Junioren-Eishockeymannschaft aus  Rimouski in der Provinz Québec, die in der Ligue de hockey junior majeur du Québec (LHJMQ) spielt.

## Geschichte
Das Franchise wurde vor Beginn der Spielzeit 1969/70 als Sherbrooke Castors gegründet, 1982 in Saint-Jean Castors umbenannt und 1989 wiederum in Saint-Jean Lynx umbenannt. Seit 1995 ist es in Rimouski beheimatet und trägt seine Heimspiele im Colisée Financière Sun Life aus.
Die Mannschaft gewann die Meisterschaft der LHJMQ, die Coupe du Président, in der Spielzeit 1999/2000 und war auch im Turnier um den Memorial Cup erfolgreich, großen Anteil an diesem Erfolg hatten die zukünftigen NHL-Stars Vincent Lecavalier und Brad Richards. Derzeit ist der Océanic eines der bekannteren Teams der Canadian Hockey League, vor allem aufgrund der Verpflichtung von Sidney Crosby in der Saison 2003/04, der jetzt einer der Superstars der NHL ist.
2005 stellten die Océanic einen neuen LHJMQ Rekord mit 28 aufeinanderfolgenden Spielen ohne Niederlage auf. In den Playoffs des gleichen Jahres gewann man sieben Spiele in Folge, so dass insgesamt 35 Erfolge zu Buche standen. Folgerichtig gewann das Team die Meisterschaft der LHJMQ und nahm erneut am Turnier um den Memorial Cup teil. Man erreichte das Finale, scheiterte aber deutlich mit 4:0 an den London Knights.

## Bekannte ehemalige Spieler
- Éric Bélanger
- Francis Bélanger
- Sébastien Caron
- Ryane Clowe
- Patrick Coulombe
- Sidney Crosby
- Michael Frolík
- Frédérik Gauthier
- Aaron Johnson
- Juraj Kolník
- Alexis Lafrenière
- Vincent Lecavalier
- Tomáš Malec
- Samuel Morin
- Liam O’Brien
- Michel Ouellet
- Jean-Marc Pelletier
- Michel Périard
- Marc-Antoine Pouliot
- Brad Richards
- Philippe Sauvé
- Alexandre Tremblay
- Derrick Walser
- Jan Cadieux

### Gesperrte Trikotnummern
Folgende Trikotnummern werden von den Océanic de Rimouski nicht mehr vergeben:
- #87 Sidney Crosby